# 滨海贝维尔
滨海贝维尔（法語：Berville-sur-Mer，法語發音：[bɛʁvil syʁ mɛʁ]）是法国厄尔省的一个市镇，位于该省西北部，塞纳河左岸，属于贝尔奈区。根据法国海洋法，滨海贝维尔并不属于海滨市镇。

## 地理
滨海贝维尔（49°25'53"N, 0°21'40"E）面积5.08 平方千米，位于法国诺曼底大区厄尔省，该省份为法国北部内陆省份，北起滨海塞纳省，西接奧恩省和卡爾瓦多斯省，南至厄尔-卢瓦省，东临瓦兹省、瓦兹河谷省和伊夫林省。
与滨海贝维尔接壤的市镇（或旧市镇、城区）包括：孔特维尔、法图维尔格雷斯坦。

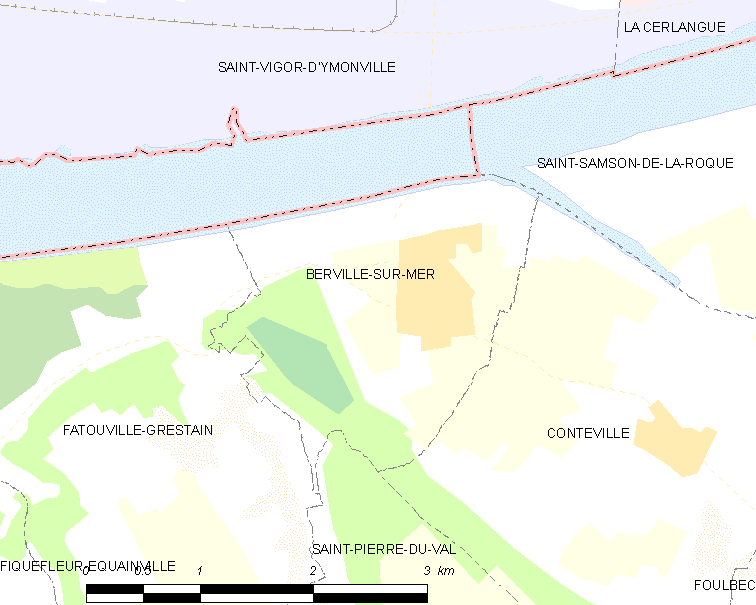
滨海贝维尔的OSM定位图

滨海贝维尔的时区为UTC+01:00、UTC+02:00（夏令时）。

## 行政
滨海贝维尔的邮政编码为27210，INSEE市镇编码为27064。

## 政治
滨海贝维尔所属的省级选区为伯兹维尔县。

## 人口

1962-2008年间滨海贝维尔人口变化图示

滨海贝维尔于2022年1月1日时的人口数量为680人。